# Paróquia de West Feliciana
A Paróquia de West Feliciana é uma das 64 paróquias do estado americano da Luisiana. A sede da paróquia é St. Francisville, e sua maior cidade é St. Francisville.
A paróquia tem uma área de 1103 km² (dos quais 52 km² estão cobertas por água), uma população de 15 111 habitantes, e uma densidade populacional de 14 hab/km² (segundo o censo nacional de 2000). A paróquia foi fundada em 1824.